# 荷西·甘巴爾
荷西·甘巴爾·巴拉格（西班牙語：Josep Gombau Balague，1976年6月5日—），生於西班牙安波斯塔，西班牙足球教練，持有歐洲足協專業教練執照。

## 教練生涯

### 西班牙
甘巴爾生於西班牙安波斯塔，於16歲時為當地球會阿姆坡斯塔的守門員，在機緣巧合下成為球會少年隊教練，直到於23歲掛靴轉職擔任職業教練，到1997年於愛斯賓奴擔任助教，直到2003年開始在在西甲著名球會巴塞隆拿的青訓系統擔任教練，及巴塞隆拿足球學校杜拜分校的技術總監。

### 香港
到2009年，香港甲組老牌球會傑志銳意巴塞及西班牙化，而傑志更趁旗下青年軍前往巴塞隆拿參加依比利盃賽事時，主動接洽甘巴爾，而他到港視察後決定與傑志簽約，並於同年8月17日舉行的首屆慈善盾帶領球會以2–0擊敗聯賽冠軍的班霸南華，縱然傑志於首季的表現未如理想，但甘巴爾被球會會長伍健罕有地邀請留下。
結果甘巴爾繼續執教傑志，在作出多項重要收購下，他隨即帶領傑志連奪2011及2012年兩屆聯賽冠軍，到2012年更領傑志贏得聯賽、聯賽盃及足總盃冠軍，成為三冠王，而傑志於2012年5月更與甘巴爾續約兩年，續約後他再為傑志於2012/13球季亦再領軍奪得足總盃冠軍，和順利晉身亞協盃8強，而他執掌傑志主教練四年戰績彪炳，使其兩度贏得香港最佳教練。

### 澳洲／美國
2013年4月，甘巴爾獲傑志同意與澳職球會阿德萊德聯接洽有關出任該隊總教練，而阿德萊德聯管理層希望甘巴爾改變球隊整套踢法，將傑志的地面進攻搬到澳職，最終他執教後領球隊贏得2014年澳洲足總盃，到2015年夏天離隊兼提前結束剩餘兩年的合約，轉到紐約擔任與前西班牙國腳前鋒大衛韋拿成立的DV7足球學院技術總監，到2016年6月，他獲委任為澳洲U23國家隊教練以及澳洲國家隊助教，到2017年11月初，他辭去澳洲U23國家隊教練職位，接替離任要到土耳其聯賽發展的普波域，與澳職球會西悉尼流浪者簽約為期三年。由於西悉尼流浪者在甘巴爾執教下在20場賽事中只得6勝，最終排名第7，故流浪者在2018年4月19日透過官方網頁宣布他即時離隊。

## 家庭生活
甘巴爾與妻子Romina於2003年在西班牙的超級市場認識，直到現在他們現時育有兩女兒Bruna和Maria，而其兩名女兒都是甘巴爾在香港執教傑志後才出生，所以每年12月甘巴爾都會帶同妻子及兩名女兒遠赴香港看球賽，及到迪士尼樂園遊玩等，更會與傑志球員列斯奧和佐迪等家庭聚會。

## 榮譽
傑志
- 香港甲組聯賽冠軍（2010–11、2011–12季度）
- 香港聯賽盃冠軍（2011–12季度）
- 香港足總盃冠軍（2011–12、2012–13季度）
- 香港季後附加賽冠軍（2012–13季度）
- 香港慈善盾冠軍（2009年）

阿德萊德聯
- 澳洲足總盃冠軍（2014年）

個人
- 香港足球明星選舉 最佳教練（2011–12、2012–13季度）